# Socotec
Vous pouvez aider à l'améliorer ou bien discuter des problèmes sur sa page de discussion.
- Il ne cite pas suffisamment ses sources. Vous pouvez indiquer les passages à sourcer avec {{référence nécessaire}} ou {{Référence souhaitée}}, et inclure les références utiles en les liant aux notes de bas de page. (Marqué depuis juillet 2008)
- Il n’est pas rédigé dans un style encyclopédique. (Marqué depuis août 2013)
- Il est à actualiser. Certains passages sont obsolètes ou annoncent des événements désormais passés. (Marqué depuis janvier 2016)

- Archive Wikiwix
- Bing
- Cairn
- DuckDuckGo
- E. Universalis
- Gallica
- Google
- G. Books
- G. News
- G. Scholar
- Persée
- Qwant
- (zh) Baidu
- (ru) Yandex
- (wd) trouver des œuvres sur Wikidata

SOCOTEC est un groupe spécialisé dans le conseil en maîtrise des risques et en amélioration des performances.
Le groupe compte 200 000 clients. Il est présent dans 26 pays, avec plus de 150 implantations en France, 32 centres de formation et il bénéficie de plus de 250 reconnaissances externes (accréditations Cofrac, agréments, certifications, qualifications).

## Histoire
Créé en 1929, dans le cadre de la reconstruction de l’après Première Guerre mondiale et après l’effondrement de nombreux immeubles en chantier à la fin de 1928, le Bureau Securitas fut le premier organisme de contrôle de la construction en France, avec deux types de missions : contrôler la solidité des ouvrages et mener des études pour améliorer les techniques de construction.
Issu du Bureau Securitas, le groupe SOCOTEC (SOciété de COntrôle TEChnique et d’expertise de la construction) est fondé en 1953.
De sa création en 1953 jusqu’en 2008, le capital de SOCOTEC est détenu par ses collaborateurs.
Fin 2008, pour faire face aux nouveaux enjeux de croissance, Qualium, Investissement est entré dans le capital par LBO.
En février 2013, le groupe est détenu par Cobepa, actionnaire majoritaire à hauteur de 63%, avec à ses côtés Five Arrows Principal Investments (FAPI) avec 20%. Le reste de l’actionnariat est salarié et représente 7%.
En septembre 2019, Five Arrows cède sa participation, la société de capital-investissement Clayton, Dubilier & Rice a accepté d’acquérir une participation significative dans Socotec Group SA, dans le cadre d’une transaction valorisant la société à 1,8 milliard d’euros y compris dette.

## Acquisitions
En 2017, SOCOTEC a procédé à l’acquisition de plusieurs entreprises européennes pour un montant de 130 M € : ESG, devenu SOCOTEC UK, leader des TIC dans les secteurs Construction-Infrastructures au Royaume-Uni, ZPP Ingenieure et Pielok Marquardt en Allemagne, ce qui porte à 30 % la part de son chiffre d'affaires réalisé hors de France.
En 2019, le groupe SOCOTEC continue son expansion à l'international et annonce le rachat de Vidaris Inc. outre-Atlantique. Acteur important du conseil, de la gestion de la performance des actifs et du risk management dans la construction, l’immobilier et les infrastructures, Vidaris Inc. est basé à New York, à Boston, en Floride, au Texas et sur la côte Ouest des USA.
Cette acquisition porte le chiffre d’affaires du groupe SOCOTEC à 900 M d'euros fin 2019, avec plus de 8 000 collaborateurs et un chiffre d’affaires hors de France de l’ordre de 43 %. C’est la 6e acquisition du groupe depuis le début de l’année 2019 et l’une des plus significatives depuis 2 ans.

## Activités
Dans le cadre des avancées en BIM, qui permet le travail de tous les acteurs de la construction en mode collaboratif sur une maquette numérique, SOCOTEC a publié sous forme de livre blanc le premier protocole d’intervention BIM, élaboré en partenariat avec le CSTB.